# Ujados
Ujados község Spanyolországban, Guadalajara tartományban. Ujados Albendiego, Somolinos, Hijes, Miedes de Atienza és Prádena de Atienza községekkel határos. Lakosainak száma 28 fő (2024).

## Népesség
A település népessége az utóbbi években az alábbiak szerint változott:
| Lakosok száma | 32   | 31   | 31   | 32   | 30   | 30   | 33   | 28   | 30   | 28   |
|               | 2001 | 2004 | 2006 | 2009 | 2011 | 2014 | 2016 | 2019 | 2021 | 2024 |